# 政令201号
政令201号（せいれい201ごう、昭和23年7月31日政令第201号）は公務員の労働権制限を目的とした日本の政令である。正式名称は「昭和二十三年七月二十二日附内閣総理大臣宛連合国最高司令官書簡に基く臨時措置に関する政令」である。ポツダム政令として制定された。

## 概要
1948年7月当時、日本の労働法では非現業公務員には争議権は認められておらず、現業公務員にのみに争議権が認められていた。1947年初頭に二・一ゼネストがGHQによって中止になったことで労働運動は一時的に鎮静化したが、激しいインフレ下の生活不安のもとで、同年夏以来再び公務員を中心とする労働運動が高まった。1948年8月7日には現業公務員及び非現業公務員の双方が参加するゼネストが予定されるなど、既に禁止されている非現業公務員による争議行為も、あたかも公然と認められるかのように捉えられる状況であった。特に公務員を中心とする労働運動には政党中心の政治的イデオロギーが強かったため、GHQでは全ての公務員の争議権を速やかに否定するべきであるとの声が高まった。
その結果、1948年7月22日にGHQから公務員の労働権を制限する制度を求めたマッカーサー書簡が芦田均内閣総理大臣に発せられ、それを受けて同年7月31日に芦田内閣は政令201号を公布して、即日施行した（ただし、最高裁は1957年12月28日の判決において、政令201号は官報の印刷・発送の月日から1948年8月2日に公布・施行されたとし、政令の効力があるのは1948年8月2日以降としている）。
政令では公務員は争議行為は禁止されること、争議行為禁止規定に違反した者は任命または雇用上の権利をもって対抗できず1年以下の懲役または2000円以下の罰金の刑事罰に課されることが規定された。また、政令では公務員は同盟罷業や怠業的行為等の脅威を裏付けとする拘束的性質を帯びた団体交渉権を有しないこと、給与、服務等公務員の身分に関する事項に関する従前の全ての措置については、この政令で定められた制限の趣旨に矛盾し、または違反しない限り、引きつづき効力を有することが規定され、労働協約の締結を目的とする公務員の団体交渉を全面的に否定され、従来の公務員の労働協約を無効とした。
国会や学会・中労委などでも、政令の合憲性について大いに問題とされ、政府は1948年9月3日に政令201号の効力についての法務総裁説明・閣議決定で違憲論に対する反論を行い、これを官報に掲載するという異例な措置をとった。
この政令の趣旨は1948年12月の国家公務員法の改正と公共企業体労働関係法の制定（施行は1949年7月）、1950年12月の地方公務員法の制定（施行は1951年2月）および1952年7月の地方公営企業労働関係法の制定（施行は1952年10月）で具体化された。この制定により、日本の組織労働者の三分の一以上を占める公務員労働者の基本的権利が剥奪されることになった。
政令は附則で「マッカーサー書簡に言う国家公務員法の改正等国会による立法が成立実施されるまで、その効力を有する」旨の規定がされていた。国家公務員については1948年12月3日に失効し、それ以外の公務員については「ポツダム宣言の受諾に伴い発する命令に関する件の廃止に関する法律」(昭和27年法律第81号)により、政令は1952年10月25日をもって失効した。公務員の労働権制限は前述の法律によって現在も続いている。なお、政令201号の失効以前に行われた違反行為に関する罰則の適用については、国家公務員法の一部を改正する法律（昭和23年法律第222号）附則8条2項に「前項の政令（注:政令201号）がその効力を失う前になした同令第2条第1項の規定に違反する行為に関する罰則の適用については、なお従前の例による。」と、地方公務員法附則8項に「前項の政令（注:政令201号）がその効力を失う前にした同令第2条第1項の規定に違反する行為に対する罰則の適用については、なお、従前の例による。」とそれぞれ規定され、罰則が維持された。

## 関連書籍
- 田中二郎、佐藤功、野村二郎『戦後政治裁判史録 1』第一法規出版、1980年。ISBN 9784474121119。